# マエストラ山脈

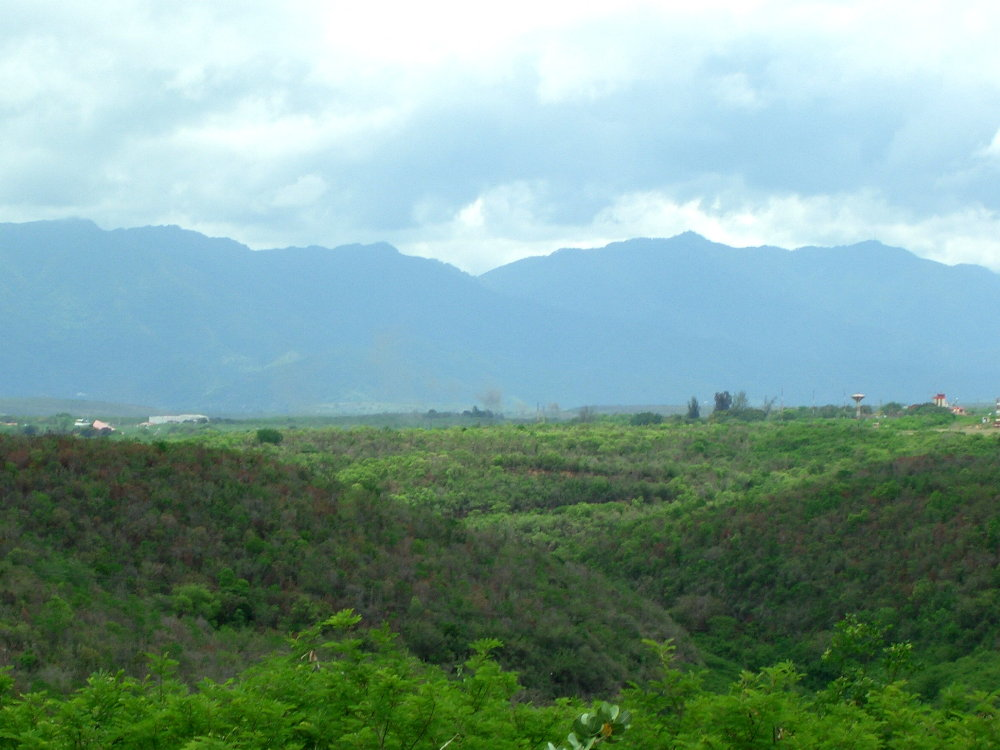
マエストラ山脈（シエラ・マエストラ）

マエストラ山脈（Sierra Maestra）は、カリブ海地域最大の島国であるキューバにおける最大の山脈。西インド諸島に属するキューバ島の南東方をクルス岬からマイシ岬まで250kmにかけて東西に連なっている。山脈には、キューバ最高峰のトゥルキーノ山（Pico Turquino：2,005m）がそびえている。
山中には、銅・マンガンなど豊富な鉱山資源が埋蔵されている。北斜面は断層の地塊で成り立ち傾斜が緩慢だが、それに比べ南斜面は急な絶壁をなし、カリブ海に陥没している。
山脈の東にはキューバ第2の都市で、キューバ革命発起の街サンティアーゴ・デ・クーバ（Santiago de Cuba）がある。また、この山脈も、1956年以降にカストロ率いる革命軍が、山中に「キューバ解放区」を作り、ゲリラ戦の拠点としていた地として知られている。